# Brownsches Blatt
Ein brownsches Blatt (englisch Brownian sheet) ist eine multiparametrische Verallgemeinerung der brownschen Bewegung zu einem gaußschen Zufallsfeld. Das brownsche Blatt ist die Lösung einer hyperbolischen stochastischen partiellen Differentialgleichung, einem Saitenschwingungsproblem unter weißem Rauschen.
Die Integration bezüglich brownscher Blätter führt zu multiparametrischen stochastischen Integralen. 
In der Literatur wird manchmal auch nur der {\displaystyle 2}-parametrige Fall {\displaystyle (2,d)} als brownsches Blatt bezeichnet. Wir folgen hier Walsh, der die Bezeichnung brownsches Blatt für den Fall {\displaystyle (n,d)} verwendet (wie es auch von Khoshnevisan verwendet wird).
Die hier verwendete Definition stammt von Nikolai Nikolajewitsch Tschenzow (1956), es existiert auch noch eine ältere Definition von Paul Lévy.
Manche Autoren verwenden auch den Begriff multiparametrische brownsche Bewegung oder brownsche Bewegung mit multidimensionalem Parameter.

## Definition
Notation:
- {\displaystyle a\wedge b:=\operatorname {min} (a,b)}
- {\displaystyle \mathbb {R} _{+}^{n}:=[0,\infty )^{n}=\{(t_{1},\dots ,t_{n})\colon t_{i}\geq 0,\;i=1,\dots ,n\}}
- {\displaystyle t\in \mathbb {R} _{+}^{n}}

Ein {\displaystyle (n,d)}-brownsches Blatt ist ein Zufallsfeld {\displaystyle B_{t}}, das heißt, {\displaystyle B_{t}} ist ein {\displaystyle d}-dimensionaler Zufallsprozess mit einer {\displaystyle n}-dimensionalen Indexmenge. Man nennt {\displaystyle B_{t}} auch {\displaystyle d}-dimensionales, {\displaystyle n}-parametrisches brownsches Blatt.

### (n,d)-brownsches Blatt
Einen gaußschen Prozess {\displaystyle B=(B_{t},t\in \mathbb {R} _{+}^{n})} nennt man {\displaystyle (n,d)}-brownsches Blatt, falls er zentriert ist, d. h. {\displaystyle \mathbb {E} [B_{t}]=0} für alle {\displaystyle t=(t_{1},\dots t_{n})\in \mathbb {R} _{+}^{n}}, und seine Kovarianzfunktion für {\displaystyle 1\leq i,j\leq d} durch
{\displaystyle \operatorname {cov} (B_{s}^{(i)},B_{t}^{(j)})={\begin{cases}\prod \limits _{l=1}^{n}(s_{l}\wedge t_{l}),&{\text{falls }}i=j,\\0&{\text{sonst}}\end{cases}}}
gegeben ist.
Aus der Definition der Kovarianzfunktion folgt, dass der Prozess fast sicher am Rand verschwindet, d. h.
{\displaystyle B(0,t_{2},\dots ,t_{n})=B(t_{1},0,\dots ,t_{n})=\cdots =B(t_{1},t_{2},\dots ,0)=0}
fast sicher.

### (n,1)-brownsches Blatt
Jedes der {\displaystyle B^{(i)}=(B_{r}^{(i)},r\in \mathbb {R} _{+}^{n})} ist ein unabhängiges {\displaystyle (n,1)}-brownsches Blatt mit Kovarianzfunktion
{\displaystyle \operatorname {cov} (B_{s}^{(i)},B_{t}^{(i)})=(s_{1}\wedge t_{1})\cdots (s_{n}\wedge t_{n}).}

### Beispiele
- Ein {\displaystyle (1,1)}-brownsches Blatt ist die brownsche Bewegung in {\displaystyle \mathbb {R} ^{1}}.
- Ein {\displaystyle (1,d)}-brownsches Blatt ist die brownsche Bewegung in {\displaystyle \mathbb {R} ^{d}}.
- Ein {\displaystyle (2,1)}-brownsches Blatt ist ein eindimensionaler Gaußprozess {\displaystyle X_{t,s}} auf der Indexmenge {\displaystyle (t,s)\in [0,\infty )\times [0,\infty )} (z. B. eine Raum- und Zeitdimension).

### Lévys Definition der multiparametrischen brownschen Bewegung
In der Definition von Lévy ersetzt man die oben aufgeführt Bedingung für die Kovarianz durch die Bedingung
{\displaystyle \operatorname {cov} (B_{s},B_{t})={\frac {(|t|+|s|-|t-s|)}{2}}},
wobei {\displaystyle |\cdot |} die euklidische Metrik auf {\displaystyle \mathbb {R} ^{n}} ist.

## Lösung einer hyperbolischen SPDE
Das stochastische Saitenschwingungsproblem betrachtet die Schwingung einer Saite {\displaystyle \varphi (t,x)}, auf die eine äußere stochastische Kraft {\displaystyle F(t,x)} wirkt, wobei {\displaystyle t} die Zeit und {\displaystyle x} den Ort bezeichnet. Diese Kraft wird als Zufallsmengenfunktion (englisch random set function) {\displaystyle {\dot {W}}}, genannt weißes Rauschen, modelliert. Sei {\displaystyle (W_{t},t\in \mathbb {R} _{+}^{n})} ein brownsches Blatt, dann gilt für das weiße Rauschen
{\displaystyle W_{t}={\dot {W}}((0,t])=\int _{(0,t_{1}]\times \cdots \times (0,t_{n}]}{\dot {W}}(\mathrm {d} x)}
und {\displaystyle {\dot {W}}} kann als die Zeit-Distributionsableitung eines brownschen Blattes verstanden werden.
Sei {\displaystyle n=2} und betrachte die hyperbolische SPDE
{\displaystyle {\begin{cases}{\frac {\partial ^{2}X(s_{1},s_{2})}{\partial s_{1}\partial s_{2}}}=\alpha (X(s_{1},s_{2})){\dot {W}}_{s_{1}s_{2}}+\beta (X(s_{1},s_{2}))\\X(s_{1},0)=X(0,s_{2})=0.\end{cases}}}
Die Lösung {\displaystyle X} im Fall {\displaystyle \alpha \equiv 1}, {\displaystyle \beta \equiv 0} ist ein brownsches Blatt.

## Existenz des Wiener-Maßes für das brownsche Blatt
Sei {\displaystyle \Theta ^{\frac {n+1}{2}}(\mathbb {R} ^{n},\mathbb {R} )} der Raum der stetigen Funktionen {\displaystyle f\colon \mathbb {R} ^{n}\to \mathbb {R} }, für die gilt
{\displaystyle \lim \limits _{|x|\to \infty }\log(e+|x|)^{-1}|f(x)|=0.}
Dieser Raum wird zu einem separablen Banach-Raum, wenn er mit der Norm
{\displaystyle \|f\|_{\Theta ^{\frac {n+1}{2}}(\mathbb {R} ^{n},\mathbb {R} )}:=\sup _{x\in \mathbb {R} ^{n}}\log(e+|x|)^{-1}|f(x)|}
ausgestattet wird.
Beachte, dass der Raum Null-in-Unendlichkeit
{\displaystyle C_{0}(\mathbb {R} ^{n},\mathbb {R} )=\{f\in C(\mathbb {R} ^{n},\mathbb {R} ):\lim \limits _{|s|\to \infty }|f(s)|=0\},}
ausgestattet mit der gleichmäßigen Norm {\displaystyle \|\cdot \|_{U}}, ein dichter Unterraum von {\displaystyle \Theta ^{\frac {n+1}{2}}(\mathbb {R} ^{n},\mathbb {R} )} ist, da man {\displaystyle \|\cdot \|_{U}} mit der Norm von {\displaystyle \Theta ^{\frac {n+1}{2}}(\mathbb {R} ^{n},\mathbb {R} )} und dem Fourier-Inversionssatz von oben beschränken kann.
Sei {\displaystyle {\mathcal {S}}'(\mathbb {R} ^{n},\mathbb {R} )} der Raum der temperierten Distributionen. Der Cameron-Martin-Raum ist ein separabler Hilbert-Raum (und Sobolew-Raum)
{\displaystyle H^{\frac {n+1}{2}}(\mathbb {R} ^{n},\mathbb {R} )\subseteq {\mathcal {S}}'(\mathbb {R} ^{n},\mathbb {R} ),}
der stetig eingebettet und dicht in {\displaystyle C_{0}(\mathbb {R} ^{n},\mathbb {R} )} liegt und somit auch in {\displaystyle \Theta ^{\frac {n+1}{2}}(\mathbb {R} ^{n},\mathbb {R} )}. Weiter existiert ein Wahrscheinlichkeitsmaß {\displaystyle \omega } auf {\displaystyle \Theta ^{\frac {n+1}{2}}(\mathbb {R} ^{n},\mathbb {R} )}, so dass das Tripel
{\displaystyle (H^{\frac {n+1}{2}}(\mathbb {R} ^{n},\mathbb {R} ),\Theta ^{\frac {n+1}{2}}(\mathbb {R} ^{n},\mathbb {R} ),\omega )}
ein abstrakter Wiener-Raum wird.
Ein Pfad {\displaystyle \theta \in \Theta ^{\frac {n+1}{2}}(\mathbb {R} ^{n},\mathbb {R} )} ist {\displaystyle \omega }-fast sicher
- hölder-stetig mit Exponenten {\displaystyle \alpha \in (0,1/2)} und
- nirgens Hölder-stetig für jedes {\displaystyle \alpha >1/2}.[8]

Diese Konstruktion gilt für das brownsche Blatt mit {\displaystyle d=1}, höhere Analoge können ähnlich konstruiert werden.